# Cal Taurons
Cal Taurons és una masia de Navars (Bages) inclosa a l'Inventari del Patrimoni Arquitectònic de Catalunya.

## Descripció
Edifici civil. Masia orientada al sud-est. Tipus II de la classificació de J. Danés. Construccions annexes. Material de construcció és pedra i fang. Porta adovellada. Arc de mig punt tapat. Estat general ruïnós.

## Història
L'edifici fou construït el 1851 per Pco. Masolivas (sobre un finestral consta aquesta dada).